# Sigismundo da Rocha Spiegel
Sigismundo da Rocha Spiegel foi um dos grandes pioneiros da publicidade carioca, além de, durante muitos anos, um dos principais tradutores de filmes americanos para o português.
Segundo Monika Pecegueiro do Amaral - que, atualmente, é a melhor e mais ativa tradutora de filmes do Brasil - foi Sigismundo "quem começou a mudar o rumo das legendas no Brasil", já que até o final da década de 70, a tradução de filmes não era uma especialização no país, o que acarretava erros banais. Rocha Spiegel veio a falecer em 2010.